# Рукомиський явір
Рукоми́ський я́вір — дерево, ботанічна пам'ятка природи місцевого значення. Зростає у с. Рукомиш Бучацького району Тернопільської області, неподалік від церкви Святого Онуфрія, біля травертинових скель.
Оголошений об'єктом природно-заповідного фонду рішенням виконкому Тернопільської обласної ради № 131 від 14 березня 1977 р.
Перебуває у віданні місцевого селянського господарства.
Площа — 0,03 га.
Під охороною — клен-явір віком 370 років, діаметром 176 см, має науково-пізнавальну, історичну та естетичну цінність.